# Shaka atristrigatus
Shaka atristrigatus är en fjärilsart som beskrevs av Yang 1978. Shaka atristrigatus ingår i släktet Shaka och familjen tandspinnare. Inga underarter finns listade i Catalogue of Life.